# Municipio de Green Brook
El municipio de Green Brook (en inglés: Green Brook Township) es un municipio ubicado en el condado de Somerset en el estado estadounidense de Nueva Jersey. En el año 2010 tenía una población de 7,203 habitantes y una densidad poblacional de 605 personas por km².

## Geografía
El municipio de Green Brook se encuentra ubicado en las coordenadas 40°36′16″N 74°28′58″O / 40.60444, -74.48278.

## Demografía
Según la Oficina del Censo en 2000 los ingresos medios por hogar en el municipio eran de $80,644 y los ingresos medios por familia eran $87,744. Los hombres tenían unos ingresos medios de $52,147 frente a los $46,434 para las mujeres. La renta per cápita para la localidad era de $37,290. Alrededor del 2.4% de la población estaba por debajo del umbral de pobreza.